# Shankargarh
Shankargarh is een nagar panchayat (plaats) in het district Prayagraj van de Indiase staat Uttar Pradesh.

## Demografie
Volgens de Indiase volkstelling van 2001 wonen er 13.116 mensen in Shankargarh, waarvan 53% mannelijk en 47% vrouwelijk is. De plaats heeft een alfabetiseringsgraad van 61%.